# الکساندر ماسالوف
الکساندر ماسالوف (اوکراینی: Олександр Олександрович Масалов؛ زادهٔ ۲۲ ژانویهٔ ۱۹۹۷) بازیکن فوتبال اهل اوکراین است.
وی همچنین در تیم‌های ملی فوتبال Ukraine national under-16 football team, Ukraine national under-17 football team, Ukraine national under-18 football team، و Ukraine national under-19 football team بازی کرده‌است.